# Marum-Gerums församling
Marum-Gerums församling var en församling i Skara stift och i Skara kommun. Församlingen uppgick 2006 i Ardala församling.

## Administrativ historik
Församlingen bildades 1992 genom sammanslagning av Västra Gerums och Marums församlingar. Den var till 2002 annexförsamling i pastoratet Synnerby, Skallmeja, Vinköl och Marum-Gerum. Församlingen ingick mellan 2002 och 2006 i Skara pastorat och uppgick 2006 i Ardala församling.

## Kyrkor
- Marums kyrka
- Västra Gerums kyrka